# Jane Digby
Jane Elizabeth Digby (Forston House, 3 aprile 1807 – Damasco, 11 agosto 1881) è stata una nobildonna inglese, moglie di sir Edward Law, II barone di Ellemborough, nota per le sue avventure romantiche.

## Biografia
Figlia primogenita dell'ammiraglio Sir Henry Digby e di Lady Jane Elizabeth Coke, nacque a Forston House, nel Dorset. Suo padre, Sir Henry, combatté in Spagna come ufficiale mercenario nella "Santa Brigada", comandò la nave HMS Africa e partecipò alla Battaglia di Trafalgar con Lord Horatio Nelson. Il suo nonno materno, Lord Thomas Coke, secondo conte di Leicester era uno dei massimi esponenti del partito Whig e suo bisnonno materno, Lord Thomas Coke, primo conte di Leicester, era in possesso di una collezione d'antiquariato stupefacente.
Sposò a 21 anni Lord Edward Law, I conte di Ellenborough, il quale rimase stupito della sua bellezza nordica: alta, snella, bionda e con gli occhi azzurri, era una creatura eterea ed era considerata una delle donne più belle del suo tempo. A Londra conobbe il diplomatico austriaco principe Felix Schwarzenberg, figlio di Joseph di Schwarzenberg, fratello del principe Johan Adolf II e nipote di Karl Philip Schwarzenberg, vincitore di Napoleone a Dresda e Lipsia. Il principe la conobbe grazie alla presentazione del cugino di lei, George Anson. Lord Palmerstone, venuto a conoscenza dell'idillio tra il principe e la giovane Lady, riservò loro una camera del suo palazzo, dove i due si incontravano tutti i giorni.
Jane ebbe dal principe di Schwarzenberg un figlio, Felix, mai legittimato, a causa del quale il matrimonio con Lord Ellemborough fallì e con una grossa somma ella si allontanò dall'Inghilterra insieme al figlio Felix e viaggiò a Parigi, in Svizzera a Basilea e in Baviera a Monaco, dove venne ospitata da re Luigi I, il quale pare coltivasse per lei un amore segreto, che andò a sfumarsi quando Jane sposò per convenienza un diplomatico bavarese, il barone Karl von Venningen. Il suo matrimonio con von Venningen non fu affatto piacevole e finì con una separazione nel 1832.
Nel 1832, morto von Venningen in duello, Jane sposò il generale greco Spyridon Theotokis, con il quale andò a vivire in Albania. Da lui ebbe un solo figlio, Leonidas. Quando Theotokis morì, Lady Jane si trasferì in Siria dove conobbe e sposò l'emiro Sheikh Medjuel el Mezrab. In Siria imparò a conoscere la cultura orientale, le lingue araba e aramaica ed il Corano. Prima di morire conobbe Richard e Isabella Burton, i coniugi britannici che avrebbero contribuito alla scoperta dell'Africa nera. Lady Jane Digby morì a Damasco l'11 agosto 1881.